# 聶栄臻
聶 栄臻（じょう えいしん、拼音: Niè Róngzhēn; 1899年12月29日 - 1992年5月14日）は、中華人民共和国の軍人・政治家。副総参謀長、国務院副総理を歴任。中華人民共和国元帥。

## 経歴
清末の四川省江津県（現在の重慶市江津区）呉灘で貧農の家庭に生まれた。五四運動時、現地の学生愛国闘争に参加した。1919年末、留法勤工倹学運動の一環としてフランスに留学した。1922年夏、ベルギーの大学で化学を学び、同年8月、旅欧中国少年共産党（後に中国社会主義青年団旅欧支部に改称）に参加した。1923年春、中国共産党に入党し、旅欧社会主義青年団執行委員会委員、訓練部副主任を務めた。第一次国共合作後、国民党の駐パリ通訊処処長。1924年9月、モスクワに移り、東方勤労者共産大学に入学。1925年2月、ソ連の赤軍学校中国班で軍事教育を受ける。同年9月に帰国し、黄埔軍官学校政治部秘書兼政治教官となり、国民革命軍の政治工作を担当した。1926年3月、「中山艦事件」発生後、周恩来等と共に、蔣介石への対抗を主張した。7月、中共広東区委軍委特派員に任命され、北伐戦争に従軍。北伐軍が武昌を占領した後は、中共湖北省委軍委書記に任命された。1927年5月、中共湖北省委軍委が中共中央軍事部に編入された後は、軍事部に勤めた。
1927年7月中旬、周恩来により中共前敵軍委書記に指名され、九江で武装蜂起を準備した。8月1日、南昌起義中、馬回嶺地区において張発奎率いる第25師の2個団（連隊）で起義を組織し、起義軍第11軍党代表に任命された。起義軍が広東潮（安）汕（頭）地区で失敗した後、香港に移った。同年12月、広州起義に参加。起義失敗後、葉挺と共に撤退を決定し、革命武装勢力を保持した。1928年、中共広東省委軍委書記、中共順直省委組織部部長に任命された。1930年5月、上海に移り、中国共産党中央特別行動科と中国共産党中央軍事委員会の工作を担当した。1931年1月、中国共産党中央軍事委員会参謀長に任命。1931年末、中央ソビエト区に入った後、中国工農紅軍総政治部副主任に任命され、中華ソビエト共和国中央執行委員に選出された。1932年3月、中国工農紅軍第1軍団政治委員に任命。同月21日、中央革命軍事委員会に電報を打ち、毛沢東の紅軍主力を国民党の支配が薄弱な贛東北地区に展開するという意見を支持した。4月、漳州戦役を指揮し、勝利した。漳州駐留期間、毛沢東が制定した都市政策と紀律を執行し、紅軍の政治的影響力を拡大させた。同年冬、軍団長林彪と共に第4次、第5次反「囲剿」作戦に参加した。
1934年10月、長征に参加。長征中、敵の第四道封鎖線突破時、林彪と共に優勢な敵の進攻に抵抗し、中央軍事委員会縦隊等、紅軍の湘江渡河を援護した。1935年1月、中共中央政治局拡大会議（遵義会議）において、毛沢東の主張を支持した。金沙江通過後、中央紅軍先遣隊政治委員に任命され、司令員劉伯承と共に大涼山イ族居住区を通過して、強行渡河し、西岸紅軍の瀘定橋奪取に呼応した。その後、林彪と共に紅1軍団を率いて臘子口を占領し、紅軍主力の前進路を打開した。紅1、4方面軍の会合後、張国燾の分裂活動に反対した。陝北到達後、羅鎮と東征・西征戦役に参加した。1936年11月、山城堡戦役を指揮。12月、中共中央革命軍事委員会委員に任命。

### 日中戦争

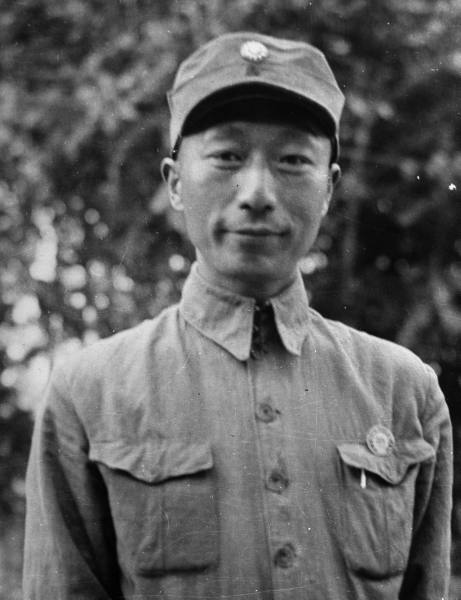
八路軍時代（1940年）

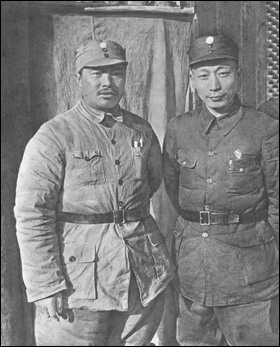
賀竜（左）と

日中戦争勃発後、八路軍第115師副師長、政治委員に任命され、師長林彪と共に平型関戦闘を指揮し、日本軍の北支那方面軍第5師団の一部を撃破した。1937年11月、晋察冀軍区司令員兼政治委員に任命され、第115師主力と党政幹部約3千人を率いて、晋察冀辺区に敵後方の抗日根拠地を確立し、遊撃戦を展開した。11月下旬、約2万の日本軍が晋察冀辺区を包囲した時、遊撃戦を展開して退却せしめ、部隊を約2万人まで発展させた。
1938年2-7月、平漢・平綏・正太鉄道に対して、3次の襲撃戦を指揮した。この時期、冀東・平西・平北等の抗日根拠地に部隊を派遣した。同年10月、中共第6回六中全会主席団は、晋察冀辺区を「模範抗日根拠地と統一戦線の模範区」と賞賛した。
1939年4月、八路軍第120師の協力の下、主力部隊を指揮して、大龍華・雁宿崖・黄土嶺及び晋察冀辺区冬季反掃討作戦に勝利した。その内、雁宿崖・黄土嶺の戦闘では、日本軍の独立混成第2旅団長阿部規秀中将を戦死させた。同年、「抗日模範根拠地晋察冀辺区」を執筆した。1939年までに、晋察冀辺区は、72県、人口1,200万に発展し、部隊は、31個団（連隊）、約10万人を擁し、民兵等地方武装勢力は数十万人に達した。
1940年8月、八路軍総部の命令により、百団大戦に参加した。39個団と地方武装勢力による正太・津浦・平漢・北寧・滄石・滄保等、鉄道・道路に対する襲撃を指揮して、華北の重要燃料基地である井陘炭鉱を破壊した。1941年秋、約7万の日本軍による北岳・平西根拠地に対する掃討作戦時、党・政・軍機関約1万人を率いて、包囲網から脱出した。1942年、根拠地が日増しに縮小する情況下、「向敵後之敵後挺進」の闘争方針を提出し、遊撃戦を展開した。1943年までの6年間で、敵の10次の包囲及び掃討作戦、5次の治安強化運動を挫折せしめた。
1943年秋、延安に移り、整風運動に参加。1945年4月、中国共産党第7期中央委員に選出された。同年8月11日、中共中央の全面反攻指示に基づき、晋察冀軍区部隊の対日反攻作戦を部署し、察哈爾（現河北省と内モンゴル自治区）、熱河省（現遼寧省、河北省と内モンゴル自治区）全域、河北省の大部分、山西、綏遠（現内蒙古）、遼寧省の一部を解放した。

### 国共内戦
対日戦勝後も、晋察冀軍区司令員兼政治委員、中共晋察冀中央局書記に留任した。中共中央の意図に基づき、晋察冀の部隊と幹部を東北部に抽出した。1947年4月、正太戦役を指揮して、国民党軍約3万5千人を撃滅し、正太路沿線7市及び井陘等の重要鉱区を攻撃し、晋察冀と晋冀魯豫解放区の連携を達成した。同年11月、清風店戦役で勝利した後、石家荘戦役を発動した。1948年5月、華北軍区司令員、中共中央華北局第三書記に任命。同年3～9月、前後して察南・綏東・熱西・冀東・保北・綏遠等の戦役を組織して、約5万6万千人の敵軍を撃滅し、東北人民解放軍の作戦に呼応した。
平津戦役発動後、1949年1月、中共中央の決定に基づき、林彪・羅栄桓と共に平津前線総前敵委員会を組織し、東北野戦軍と華北軍区部隊の作戦を統一指揮して、国民党軍約52万人を撃滅した。この間、和平交渉に参加し、北平（現：北京）の平和的解放を推進した。2月、平津衛戍司令を兼任。9月、北平市市長兼軍事管制委員会主任に任命され、平津地区の社会秩序を迅速に整備し、国民党軍華北総司令部所属25万人を編入する任務を完遂した。

### 中華人民共和国成立後
1949年6月、人民解放軍副総参謀長に任命。1950年初めには徐向前総参謀長がモスクワで病気療養のため総参謀長代理となり、人民解放軍による西南地区と東南沿海島嶼の解放、国民党残余勢力と土匪の粛清、中国人民志願軍の朝鮮戦争派兵を組織した。1952年にはウランフと共にチョイバルサンの葬儀に参列した。しかし同年9月に激務で倒れ、1953年には総参謀長代理を辞任して休養した。1954年、中央人民政府人民革命軍事委員会副主席を任命され、軍の武器・装備工作を主管した。1955年、中華人民共和国元帥の階級と一級八一勲章、一級独立自由勲章、一級解放勲章を授与された。
同年7月、中共中央により、原子力事業を指導する三人小組の成員に指定。1956年4月、国務院航空工業委員会主任。同年10月、国務院副総理および科学計画委員会党組書記に任命され、科学技術工作を主管した。1958年、国防科学技術委員会主任、国家科学技術委員会主任を兼任。
1959年、中共中央軍事委員会副主席となり、先端兵器の研究工作を主管した。これに先立つ1956年、「1956-1967年科学技術発展遠景企画要綱（草案）」を制定すると同時に、「12年科学企画の国防需要に対する研究項目に関する」意見を起草し、武器・装備の研究目標を明確にした。
1960年代初めの中ソ対立によりソ連人技術者が帰国し、技術援助が一切停止された情況下において、1960年7月3日と1961年8月20日の2回に渡り、独立自主、自力更生を基礎として、ミサイル、原子爆弾の開発を継続することを中共中央と毛沢東に報告した。
文化大革命中、林彪・江青反革命集団と闘争したが、二月逆流成員とされ迫害された。1969年夏、毛沢東・周恩来の委託を受け、陳毅の主催の下、葉剣英・徐向前等と共に国内外情勢を研究し、対外工作を打開するための戦略性意見と建議を提出した。
中共第7回～第12回中央委員、第8回（11中全会補選）、第11回、第12回中央政治局委員、第4回、第5回全人大常務委員会副委員長。第1～第3回国防委員会副主席。
1983年6月、中華人民共和国中央軍事委員会副主席。1987年11月、党内外の全職務から退いた。
1992年5月14日、北京で死去。享年94（満92歳没）。聶栄臻の死去により、十大元帥は全員が没した。

## エピソード

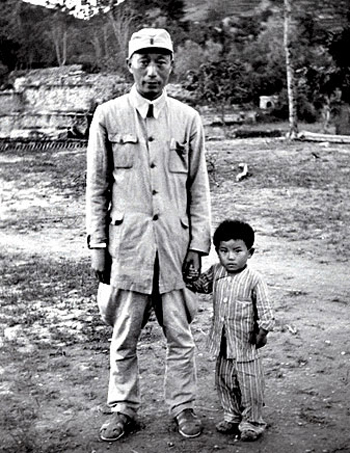
栫美穂子と聶栄臻

1940年8月20日、百団大戦の井陘炭鉱襲撃時、聶栄臻は東王舎村で戦災で両親を亡くした栫美穂子（当時4歳）と琉美子（当時1歳。日本軍への引渡し後に死亡）姉妹を保護した。聶栄臻は姉妹を手厚く世話し、同年10月、直筆の手紙と共に日本軍に送り届けた。40年後の1980年、両者は北京で再会した。これが縁となり、栫姉妹の故郷である宮崎県都城市と聶の故郷である重慶市江津区は1999年に友好交流都市になっており、2007年に温家宝首相（当時）が来日した際に「日中友好の手本」としてこのエピソードを紹介している。

## 家族
娘の聶力は、国防科学技術工業委員会主任を務めた丁衡高上将の妻であり、人民解放軍の女性軍人で最高位の中将まで昇進した。

## 略歴
- 1919年：フランスに勤工倹学（中国語版）
- 1922年：中国共産党入党
- 1924年：ソビエト連邦留学
- 1925年：黄埔軍官学校教官
- 1927年：南昌蜂起に参加
- 1937年：晋察冀軍区司令員兼政治委員
- 1949年：人民解放軍副総参謀長・北京市長
- 1955年：元帥
- 1956年：中華人民共和国国務院副総理
- 1959年：中国共産党中央軍事委員会副主席

## 著作
- 「抗日模範根据地晋察冀辺区」（1939年）
- 「聶栄臻回顧録」（1984年）